# 佐藤金兵衛
佐藤金兵衛（さとうきんべえ、1925年1月5日 - 1999年1月21日）は日本の武術家。福島県いわき市出身。開業医（産婦人科）を営む傍ら、日本武道および中国武術各派を修め、日本兵法大和道を創始する。昭和の日本に中国武術の内家拳の普及に努めた武道家。武号は柔心斎。
幼少から祖父より大和流柔術（ただし、二代目柔心斎を襲名した佐藤の息女は大和流弓術としている）の指導を受ける。中学卒業後に満州へ渡り、国立医科大学の医学生となったが終戦後帰国。帰国後、東北大学医学部に進み、この頃より影山流剣術、柔術各派（八光流柔術、合気道、武田流合気之術、大東流合気柔術（山本角義の系統）、天神真楊流柔術、荒木新流柔術、一天柳心冑介流柔術、柳生心眼流兵術（東北伝）、浅山一伝流体術（上野貴の系統）、神道天心流拳法、卜伝流柔術、高木楊心流柔術・九鬼神流棒術、義鑑流骨法術）、神道自然流空手術 等を学ぶ。
昭和29年（1954年）からは、警察大学校で逮捕術の講師を務めた。
昭和33年（1958年）に医学博士の学位を得る。同年に上京し、医業の傍ら道場を開く。翌年以降、台湾から来日した王樹金より形意拳、太極拳、八卦掌を学ぶ。この頃に全日本中国拳法連盟を設立し、その後も各種中国武術の武術家を招聘し、拳法や擒拿術を学び、また普及に努めた。八卦掌では三世伝人の李子鳴から四世伝人を受けている。
自らが修行した柔術各流派の技を集大成し、一部に中国武術を加味して「日本兵法大和道」を創始した。ただし、大和道のみを教える形態はとらず、門人に柔術を教授する際には、大和道と柳生心眼流を並行して指導した。

## 代表的な著作
- 『中国拳法正傳』（講談社）
- 『柔術入門』（ベースボールマガジン社）
- 『【正伝】実戦八卦掌』（ベースボールマガジン社）
- 『【正伝】実戦擒拿術』（ベースボールマガジン社）
- 『【正伝】実戦点穴術』（ベースボールマガジン社）
- 『柔と拳と道』（ベースボールマガジン社）
- 『太極拳』（愛隆堂）
- 『少林拳』（愛隆堂）
- 『形意拳』（愛隆堂）
- 『八卦掌』（愛隆堂）
- 『中国少林拳法』（愛隆堂）
- 『暴力に勝つ護身術』（未央書房）
- 『これがカンフーだ！！』（教育出版センター）等